# Goodenia coronopifolia
Goodenia coronopifolia är en tvåhjärtbladig växtart som beskrevs av Robert Brown. Goodenia coronopifolia ingår i släktet Goodenia och familjen Goodeniaceae. Inga underarter finns listade i Catalogue of Life.